# Leioproctus lucidicinctus
Leioproctus lucidicinctus är en biart som beskrevs av Houston 1990. Leioproctus lucidicinctus ingår i släktet Leioproctus och familjen korttungebin. Inga underarter finns listade i Catalogue of Life.

## Bildgalleri

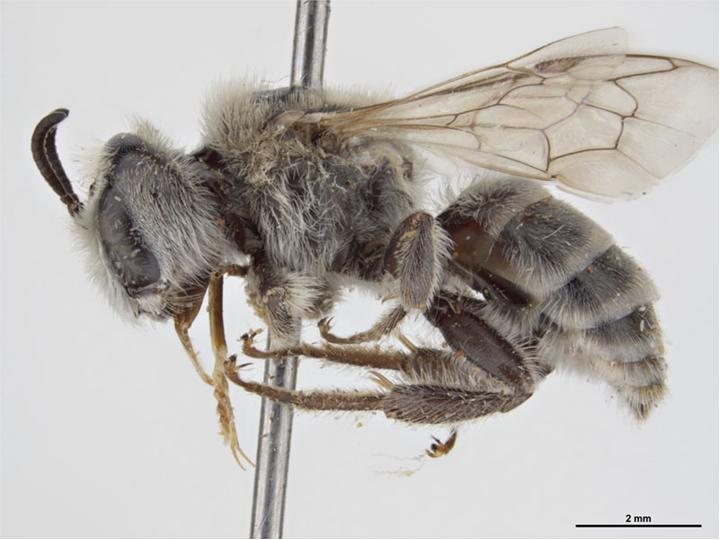